# 지부쿄노쓰보네

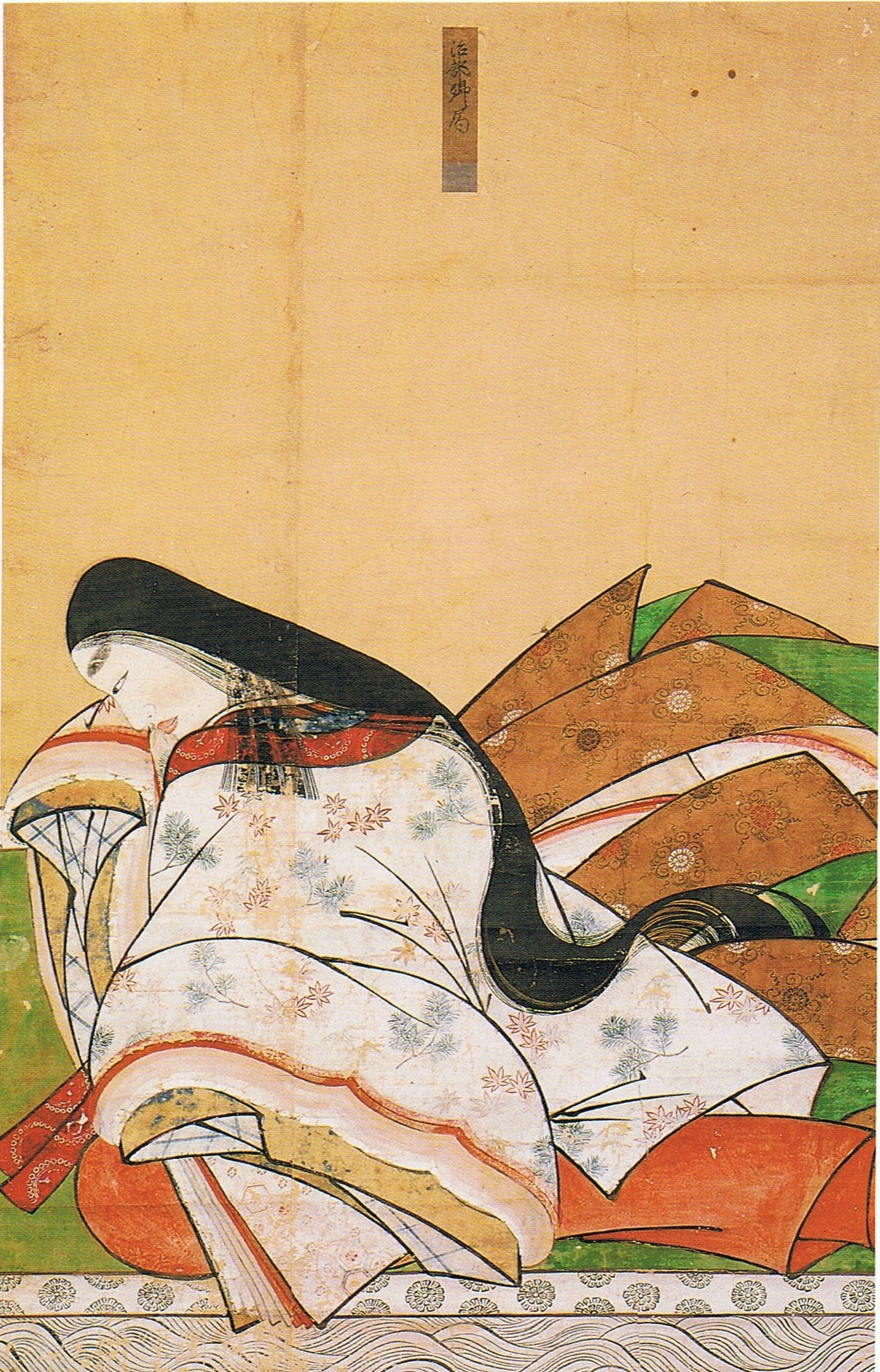
지부쿄노츠보네 초상화. 아카마 신궁 소장

지부쿄노츠보네(일본어: 治部卿局 じぶきょうのつぼね[*], 닌페이 2년 (1152년) - 간기 3년 9월 11일 (1231년 10월 8일))는 헤이안 시대 말기부터 가마쿠라 시대 전기에 살은 여성이다. 이름은 아키코/메이시(明子)이다. 타이라노 토모모리의 아내이다. 고타카쿠라인 (모리사다 친왕)의 유모이다. 자녀로는 타이라노 토모아키라, 타이라노 토모타다, 츄나곤노츠보네가 있다.

## 출자
처음 종2위의 타이라노 토키코를 모셔, 미나미노온카타(南御方)로 불렸고, 지쇼 3년 (1179년), 모리사다 친왕의 유모가 되어 사부라이나(候名)를 지부쿄(治部卿)로 하였다. 후에는 시죠노츠보네(四条局)로 칭했다. 출자는 분명하지 않으나, "온카타(御方)"라는 경칭으로 불리는 것은 대신의 딸이라는 점에서 지부쿄노츠보네가 토키코의 뇨보가 된 시기에 내대신의 지위에 있었고, 타이라노 키요모리와 인연이 깊은 내대신 후지와라노 타다마사가 아버지로 알려져있다.

## 생애
닌난 2년 (1167년) 경, 헤이케 전성기에 같은 나이인 타이라노 토모모리의 아내가 되었고, 가오 원년 (1169년), 18세에 장남 토모아키라를 낳았다. 시아버지 타이라노 키요모리의 지시에 다라, 지쇼 3년 (1179년)에 태어난 타카쿠라 천황의 2황자 모리사다 친왕의 유모가 되었고, 남편 토모모리와 함께 자택에서 친왕을 양육했다.
이후, 겐페이 전쟁이 일어났고, 전란 속에서 장남 토모아키라는 이치노타니 전투에서 전사하였다. 주에이 2년 (1183년) 7월, 모리사다 친왕을 동반하여 헤이시 일문이 낙향할 때 동행하였다. 분지 원년 (1185년) 4월, 단노우라 전투에서 남편 토모모리는 자살하였고, 헤이시 일문은 멸망했다. 지부쿄노츠보네는 살아남아, 모리사다 친왕, 켄레이몬인 등 일문의 여성들과 함께 수도로 돌아와, 친척인 후지와라노 타카후사 부부의 시죠노오오미야 저택에 몸을 의탁했다. 모리사다 친왕은 죠사이몬인 토우시 내친왕의 양자가 됨으로써, 지부쿄노츠보네는 친왕의 유모로써 죠사이몬인을 섬겼다. 모리사다 친왕과 함께 후지와라노 타카미치에게 사사하여, 비파의 명수가 되었다.
겐큐 7년 (1196년) 6월, 낙향 할 때 어린 나이였기 때문에, 유모에게 맡긴 채, 생이별했던 차남 토모타다가 모반을 일으켜 효수되었다. 머리 검시에 소환된 지부쿄노츠보네는 생사도 모르고, 성장한 모습을 보지 못한 토모타다의 머리를 보고, 남편을 닮은 모습에 토모타다의 머리일 것이라고 답하며 눈물을 글썽였다고 한다.
조큐 3년 (1221년)의 조큐의 난 후, 고호리카와 천황이 즉위하고, 그의 아버지 모리사다 친왕은 고타카쿠라인으로 인세이를 맡았다. 지부쿄노츠보네는 고타카쿠라인, 신 천황의 어머니 키타시라카와인을 모셔, 다시 각광받는 존재가 되었다. 간기 3년 (1231년), 80세의 나이로 사망했다.
『헤이케모노가타리(平家物語)』가 성립되었다고 알려진 1230년 경, 지부쿄노츠보네는 살아있었고, 헤이시의 피를 이어 받은 천황의 세상으로 헤이케 친적의 여성들이 권세를 가졌던 시대였다. 『지쇼모노가타리(治承物語)』가 『헤이케모노가타리(平家物語)』로 제목을 바꾼 것은 당시 사회 상황이 미묘하게 영향을 준 결과로 보인다.

## 관련 작품
- 요시츠네 (2005년, NHK대하드라마) - 배우 나츠카와 유이

## 사진

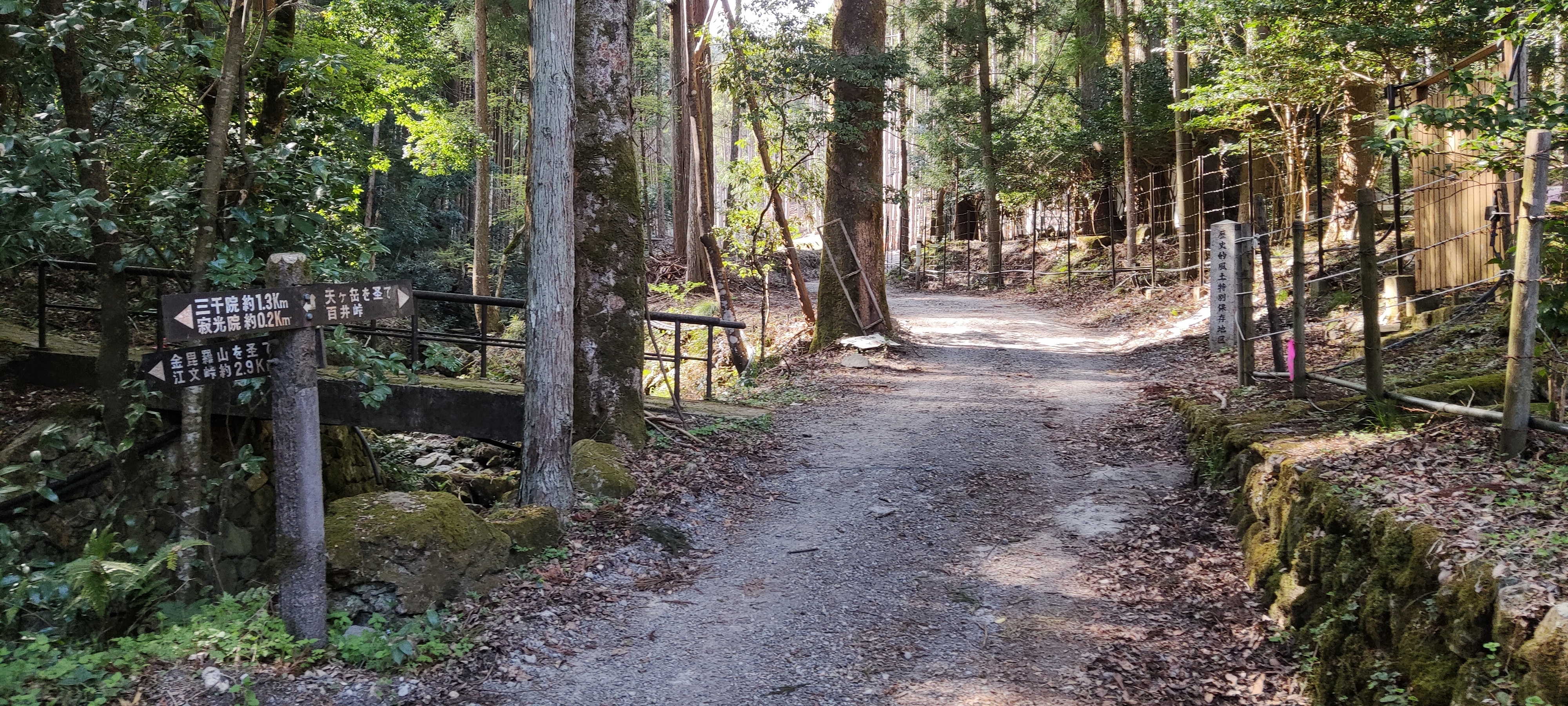
아와노나이시 등 공양탑군 (잣코인) 입구 (교토부 교토시 사쿄구 오하라쿠사오쵸 522)
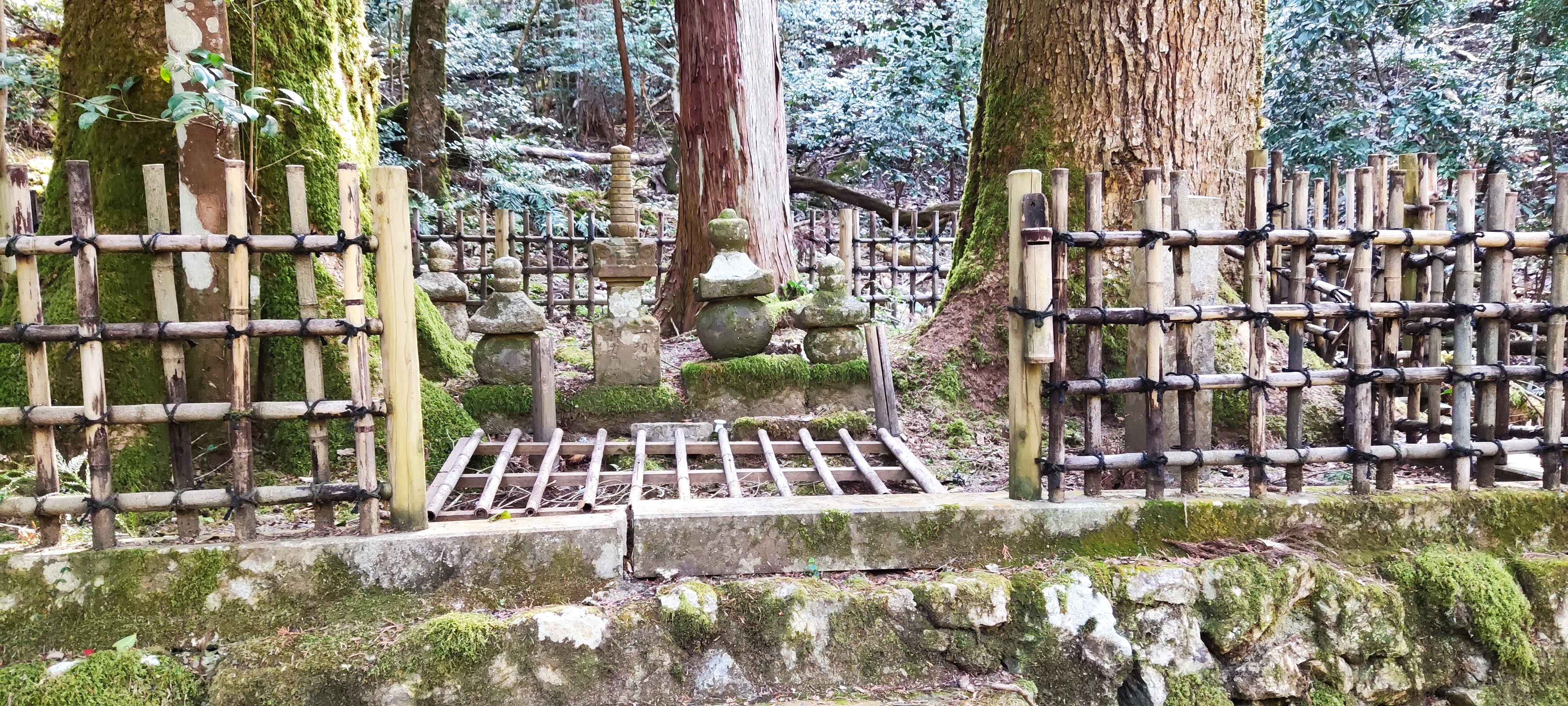
아와노나이시 등 공양탑군 (앞열 아와노나이시/다이나곤노사노츠보네/지부쿄노츠보네/우쿄다이부. 뒷열 코지쥬노츠보네
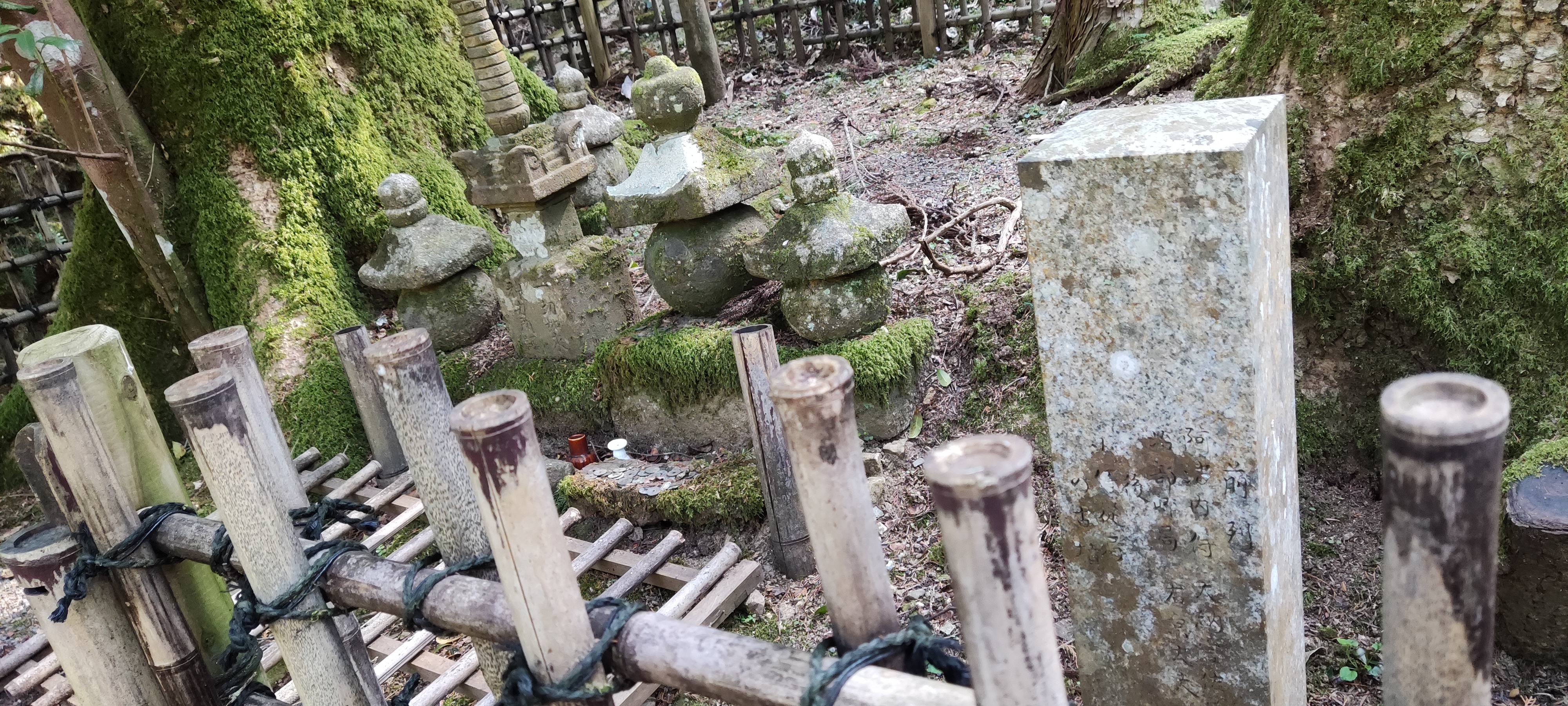
아와노나이시 등 공얍탑군 (잣코인) 상세비문 (후방에서 촬영. 옆에 쓴것과는 역방향)

## 같이 보기
- 헤이케모노가타리
- 타이라노 토모모리
- 모리사다 친왕